# 中島町 (恵庭市)
中島町（なかじまちょう）は北海道恵庭市の地名。郵便番号は061-1435。人口は3,534人、世帯数は1,905世帯。

## 地理
国道36号（恵庭バイパス）の南側にある地域。中島町には黄金中島通、柏木中通が通っていて、茂漁川がある。東側に漁川があり、中島町の沿線にJR千歳線がある。

## 歴史
柏木に柏木中島地区土地区画整理事業によって造成された。1985年に柏木から中島町に町名変更された。

### 沿革
- 1985年（昭和60年）- 柏木の一部から中島町に町名変更[5]。

### 町名の変遷
町名の変遷は以下の通り。
| 実施内容 | 実施年月日 | 実施前 | 実施後 |
| -------- | ---------- | ------ | ------ |
| 町名変更 | 1985年     | 柏木   | 中島町 |

## 人口と世帯数
2023年9月30日現在の人口と世帯数は以下の通り。
| 町名        | 人口    | 世帯      |
| ----------- | ------- | --------- |
| 中島町1丁目 | 609人   | 287世帯   |
| 中島町2丁目 | 504人   | 263世帯   |
| 中島町3丁目 | 204人   | 91世帯    |
| 中島町4丁目 | 981人   | 527世帯   |
| 中島町5丁目 | 510人   | 299世帯   |
| 中島町6丁目 | 726人   | 438世帯   |
| 計          | 3,534人 | 1,905世帯 |

### 人口の変遷
国勢調査による人口数の推移。
| 1995年（平成7年）  | 3,105人 | [ 6 ]  |  |
| 2000年（平成12年） | 3,637人 | [ 7 ]  |  |
| 2005年（平成17年） | 3,673人 | [ 8 ]  |  |
| 2010年（平成22年） | 3,855人 | [ 9 ]  |  |
| 2015年（平成27年） | 3,761人 | [ 10 ] |  |
| 2020年（令和2年）  | 3,597人 | [ 11 ] |  |

### 世帯数の変遷
国勢調査による世帯数の推移。
| 1995年（平成7年）  | 1,080世帯 | [ 6 ]  |  |
| 2000年（平成12年） | 1,454世帯 | [ 7 ]  |  |
| 2005年（平成17年） | 1,563世帯 | [ 8 ]  |  |
| 2010年（平成22年） | 1,730世帯 | [ 9 ]  |  |
| 2015年（平成27年） | 1,786世帯 | [ 10 ] |  |
| 2020年（令和2年）  | 1,791世帯 | [ 11 ] |  |

## 小・中学校の通学区
小・中学校の通学区は以下の通り。
| 町名   | 街区 | 小学校             | 中学校             |
| ------ | ---- | ------------------ | ------------------ |
| 中島町 | 全域 | 恵庭市立若草小学校 | 恵庭市立柏陽中学校 |

## 交通

### 鉄道
- 最寄りはJR千歳線恵み野駅

### バス
- えにわコミュニティバス（ecoバス）
  - 「中島公園」・「中島会館」停留所がある[13]。

### 道路
- 一般国道
  - 国道36号（恵庭バイパス）[14]
- 都市計画道路
  - 3・4・113 柏木中通[14]
  - 3・4・127 黄金中島通[14]

## 施設
文化
- 中島会館（中島町4丁目）

教育
- 恵庭市立若草小学校（中島町4丁目）
- 認定こども園 第二かしわ幼稚園（中島町5丁目）

公園
- わかくさ公園（中島町1丁目）
- くさぶえ公園（中島町1丁目）
- 中島公園（中島町3丁目）
- どんぐり公園（中島町6丁目）

商業
- ピザハット恵庭店（中島町5丁目）
- カーセブン恵庭店（中島町5丁目）
- セイコーマートさちづる中店（中島町5丁目）
- しまむら恵庭店（中島町6丁目）
- 業務スーパー恵庭店（中島町6丁目）
- モスバーガー恵庭店（中島町6丁目）